# Палавеева чешма
Палавеевата чешма се намира в двора на храм „Свети Николай“ в град Копривщица. Построена е със средствата на хаджи Ненчо Палавеев през 1932 г.
Чешмата е вградена под широк навес на западния ограден зид на църквата. Счита се за един от най-богатите по форма и детайли градежи на чешми в града. Височината на фасадата ѝ съставлява 178 см., а ширината – 138 см. Горната ѝ част наподобява еркер и е силно издадена напред. Градежът е поддържан основно от две каменни колони, по-широки в средната си част, които са поставени върху орнаментирани камъни имащи вид на пресечен конус.
На мястото на отсъстващата традиционна кобилична арка има сплеснат хоризонтално свод, а над него е сложен корниз, изграден от три камъка. Долната му част е украсена с подобни на дъги релефни форми. На средния камък има вградена мраморна плочка с черно-бяла фотография на ктитора на чешмата. Под еркера е монтиран на тъмносива плоча надпис с благославящия текст на хаджията.
Друга чешма със същото име, наречена на същия дарител, Ненчо Палавеев, се намира по пътя за София, в местността „Устето“. По-късно е прекръстена на „Чешма в чест на партизаните“. Намира се встрани от шосето за гара Копривщица, между чешмите „Войводенец“ и „Трудовака“. По външен вид източникът напомня Копривщенската възрожденска къща. В уверение на посетителя за партизанското минало на чешмата е добавен текст, че: „Тук на 9 IX 1944 година партизаните разбиха жандармерията и освободиха Копривщица“.